# Joseph-Marie de Savoie-Villafranca
Joseph-Marie de Savoie-Villafranca (Paris, 30 octobre 1783 - Paris, 15 octobre 1825), chevalier de Savoie et baron de l'Empire français.

## Biographie
Joseph-Marie de Savoie-Villafranca est le fils de Eugène de Savoie-Carignan (comte de Villafranca) et d’Élisabeth Anne Magon de Boisgarin. Au moment de sa naissance, le mariage morganatique de ses parents a reçu l'approbation du roi de Sardaigne, qui en 1785, le crée chevalier de Savoie.
Militaire de carrière depuis sa jeunesse, il devient sous-lieutenant du 33e régiment de dragons, lieutenant du 10e régiment de hussards, capitaine du 8e régiment de hussards en 1810, colonel du 6e régiment de hussards, c'est avec le 6em hussards qu'il participera au Cent-Jours, il est fait maréchal de camp à partir de 1821.
Joseph-Marie, est mort d'une attaque d'apoplexie à Paris, et son fils Eugène-Emmanuel lui succède. Peu de temps après sa mort, Charles-Albert de Sardaigne (28 avril 1834), accorde à tous ses enfants le titre de prince de Savoie-Carignan. Depuis 1911, sa femme repose dans le Sanctuaire Reala Votive de la Madonna delle Grazie à Racconigi.

## Descendance
Il se marie à Paris le 29 octobre 1810 , avec Pauline de la Vauguyon (14 octobre 1783 - 10 février 1829), fille du duc Paul de la Vauguyon, pair de France, et de la comtesse Antoinette de Pons de Roquefort.
De ce mariage sont nés :
- Marie Gabrielle (1811-1837), épouse de Victor-Emmanuel-Camille IX d'Arsoli (it)
- Marie de Savoie-Villafranca (1814-1874), épouse de Léopold de Bourbon-Deux-Siciles, comte de Syracuse
- Eugène-Emmanuel de Savoie-Villafranca (1816-1888)